# Zvir, Sambir
Zvir (în ucraineană Звір) este un sat în comuna Blajiv din raionul Sambir, regiunea Liov, Ucraina.

## Demografie
Componența lingvistică a localității Zvir
     Ucraineană (99,49%)
     Alte limbi (0,51%)
Conform recensământului din 2001, majoritatea populației localității Zvir era vorbitoare de ucraineană (99,49%), existând în minoritate și vorbitori de alte limbi.